# Rue de Tanger (Rouen)
Pour les articles homonymes, voir Rue de Tanger.
La rue de Tanger est une voie publique de la commune française de Rouen. Située dans la partie ouest de la ville, elle appartient au quartier Pasteur-Madeleine.
Son nom témoigne du passé colonial de la France.

## Situation et accès
La rue de Tanger est située à Rouen. Elle se trouve en lieu et place de l'ancien lieu-dit Pré de la Bataille, qui constitue plus tard une portion du faubourg Cauchoise. Elle appartient désormais au quartier Pasteur-Madeleine.
Légèrement ascendante et parfaitement rectiligne. Son orientation sud-sud-ouest - nord-nord-est la rend perpendiculaire à la rive droite de la Seine. Elle débute à l'intersection de l'avenue du Mont-Riboudet, qui est orientée comme le fleuve, et se termine par la rue Stanislas-Girardin. Les voies qui la joignent lui sont perpendiculaires. Il s'agit de la rue de Constantine, de la rue Martin-Frères et de la rue Pillore.

## Origine du nom
La rue a été nommée en commémoration de la conquête de l'Algérie.